# José Toribio Merino
José Toribio Merino Castro (ur. 14 grudnia 1915 w La Serena, zm. 30 sierpnia 1996 w Viña del Mar) – chilijski wiceadmirał.
Należał do grona organizatorów przewrotu wojskowego dnia 13 września 1973, który odsunął prezydenta Salvadora Allende od władzy – już 9 września razem z Augusto Pinochetem i szefem lotnictwa - Gustavo Leighem – podjął decyzję o dokonaniu zamachu stanu. Następnie od 1973 do 1990 głównodowodzący Marynarki Wojennej i członek junty rządzącej w Chile pod wodzą generała Augusto Pinocheta, któremu razem z Leighem i innym członkiem junty - Cesarem Mendozą – zdecydował się przekazać pełnię władzy.